# 小行星4316
小行星4316（4316 Babinkova）是一颗绕太阳运转的小行星，为主小行星带小行星。该小行星于1979年10月14日发现。

## 轨道参数
小行星4316的轨道半长轴为2.9007003 UA，离心率为0.018。